# 시니가미
시니가미(일본어: 死神→사신)는 일본에서 인간을 죽음으로 이끄는 신이다. 일본 종교와 문화의 특정 측면에서 인간을 죽음으로 초대한다. 시니가미는 괴물, 보조자, 암흑의 생물체로 묘사되었다. 시니가미는 일본 문화의 이야기와 종교에 사용된다.

## 같이 보기
- 죽음의 신
- 지장보살
- 타나토스
- 염라대왕